# Moinho de Mostert
Moinho de Mostert (Afrikaans: Mostert se Meul) foi um moinho de vento histórico em Mowbray, Cidade do Cabo, África do Sul. Foi construído em 1796 e era o mais antigo e único moinho de vento completo da África do Sul. Foi destruído em um incêndio em 18 de abril de 2021.

## História
O moinho foi construído por volta de 1796 como uma fábrica privada na fazenda Welgelegen, de propriedade de Gysbert van Renen e recebeu o nome de seu genro, Sybrand Mostert, após a morte de Van Renen. Foi o primeiro moinho privado na Cidade do Cabo. Antes da ocupação britânica do Cabo na Batalha de Muizenberg em 1795, apenas os moinhos controlados pela Companhia Holandesa das Índias Orientais eram permitidos. O Moinho de Mostert parou de trabalhar em 1873, mas foi propriedade da família Mostert até 1889, quando foi vendido a um Sr. Wilks, que o vendeu em 1891 para Cecil Rhodes. O local ficou abandonado, mas uma restauração foi empreendida pelo fabricante holandês Christiaan Bremer. O moinho restaurado foi inaugurado em 1 de fevereiro de 1936 pelo Dr. Lorentz, Ministro Plenipotenciário e Enviado Extraordinário para a Holanda. A cerimônia contou com a presença do Primeiro Ministro, General Hertzog, e farinha foi moída para os convidados. 
Em 18 de abril de 2021, o local foi destruído em um incêndio que começou na Montanha da Mesa e destruiu vários edifícios.

## Descrição

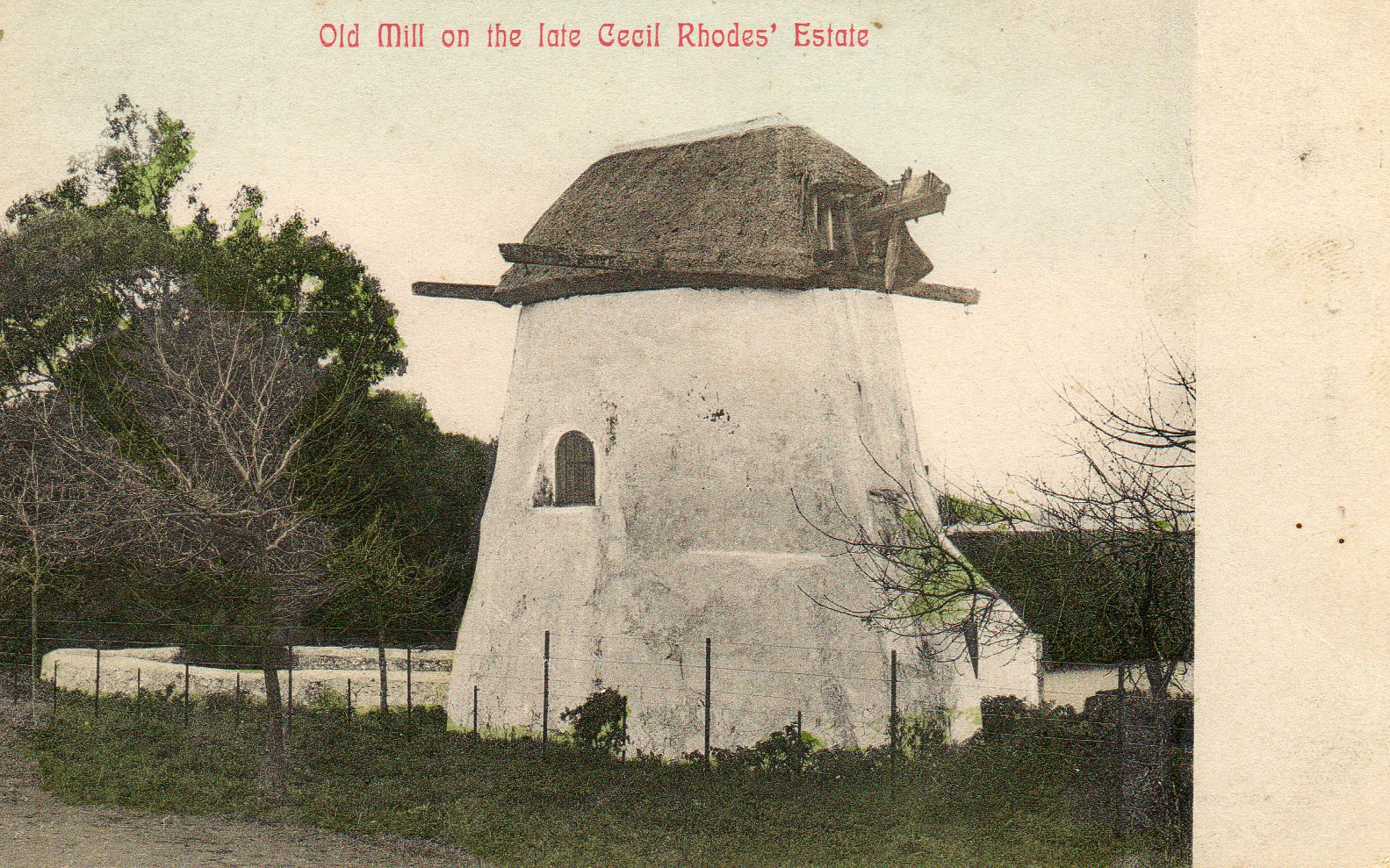
Moinho de Mostert em 1900

O moinho tinha três andares. A torre tinha 7.94 m (26 ft 1 in) de diâmetro ao nível do solo e  6.68 m (21 ft 11 in) de altura. Foi construído com pedra desconhecida durante os primeiros 2.28 m (7 ft 6 in) e, em seguida, com tijolos não cozidos. As paredes tinham 1.15 m (3 ft 9 in) de espessura ao nível do solo, dando ao moinho um diâmetro interno de 5.64 m (18 ft 6 in).